# 石川範子
石川 範子（いしかわ のりこ、女性、1974年9月3日 - ）は、日本の元プロボクサー。神奈川県出身。階級はバンタム級のちにスーパーフライ級。新宿イマオカボクシングジムに所属していた。

## 来歴
イマオカジムのフィットネスコースに入会していたが、日本女子ボクシング協会（JWBC）のプロライセンスを取得。入会当時アパレル関係の店で店長をしており、渾名が「店長」だった（プロデビュー時には転職していて肩書上「店長」ではなくなった）。
2007年2月12日に新木場1stRINGでの対溝田容子戦でプロデビュー。判定勝ち。
6月24日、新宿FACEにて明日香戦で引き分け。
9月17日、後楽園ホールで行われた「ガッツファイティング」にてJWBCの2階級チャンピオン藤本りえとエキシビション。
11月10日、新宿FACEにて藤本奈月（当時のリングネームは奈月）に判定勝利。
2008年4月15日に日本ボクシングコミッション（JBC）のC級ライセンスを取得。
11月19日、JBCデビュー戦として後楽園ホールで藤本奈月と再戦し、返り討ちにする。
2009年3月11日、バイナ・ロンド（フィリピン）と対戦する予定であったが、ロンドが体重過小のため失格となり中止。エキシビションに変更された。
6月26日、「G Legend 2」にて木下春江を3回TKOで沈める。これがプロ唯一のKO勝利。
12月9日、稲元真理と対戦するが、ダウンを奪われ判定負け。これがプロ唯一の敗戦。
2010年9月24日、北脇絵美と対戦して判定勝利。
12月15日、初の6回戦としてカイ・ジョンソンと対戦して判定勝利。
2011年5月8日、「女子トリプル世界戦」の前座として稲元真理と再戦。2-1判定勝利でリベンジを果たす。
同年、37歳定年制の適用により引退。引退時にはWBCスーパーフライ級13位にランクされていた。

## 戦績
- JBC公認前：3戦2勝1分
- JBC公認後：6戦5勝（1KO）1敗

| 戦           | 日付           | 勝敗 | 時間 | 内容 | 対戦相手                    | 国籍 | 備考           |
| ------------ | -------------- | ---- | ---- | ---- | --------------------------- | ---- | -------------- |
| 1            | 2007年2月12日  | 勝利 | 4R   | 判定 | 溝田容子                    | 日本 | プロデビュー戦 |
| 2            | 2007年6月24日  | 引分 | 4R   | 判定 | 明日香                      | 日本 |                |
| 3            | 2007年11月10日 | 勝利 | 4R   | 判定 | 奈月                        | 日本 |                |
| 4            | 2008年11月19日 | 勝利 | 4R   | 判定 | 藤本奈月(セレス)            | 日本 | JBCデビュー戦  |
| 5            | 2009年6月26日  | 勝利 | 3R   | TKO  | 木下春江(東海)              | 日本 |                |
| 6            | 2009年12月9日  | 敗北 | 4R   | 判定 | 稲元真理(熊谷コサカ)        | 日本 |                |
| 7            | 2010年9月24日  | 勝利 | 4R   | 判定 | 北脇絵美(フュチュール)      | 日本 |                |
| 8            | 2010年12月15日 | 勝利 | 6R   | 判定 | カイ・ジョンソン(竹原&畑山) | 日本 |                |
| 9            | 2011年5月8日   | 勝利 | 6R   | 判定 | 稲元真理(熊谷コサカ)        | 日本 |                |
| テンプレート |                |      |      |      |                             |      |                |